# Нырна
Нырна (Ирна, Нырка) — река в России, протекает в Чойском районе Республики Алтай. Левый приток Уймени.
Длина реки составляет 13 км.
Начинается на высоте примерно 1440 м над уровнем моря восточнее горы Плешивая. В верховье течёт на юго-восток, потом — преимущественно на восток. Устье Нырны находится на высоте 720 м над уровнем моря, в 41 км по левому берегу реки Уймень.

## Данные водного реестра
По данным государственного водного реестра России относится к Верхнеобскому бассейновому округу, водохозяйственный участок реки — Бия, речной подбассейн реки — Бия и Катунь. Речной бассейн реки — (Верхняя) Обь до впадения Иртыша.